# Liste der Ehrenbürger von Coburg
Die Stadt Coburg hat seit 1851 31 Personen das Ehrenbürgerrecht verliehen, das es seit 1845 in Coburg gibt. Zwischen 1932 und 1939 Adolf Hitler, Franz Ritter von Epp, Carl Eduard von Sachsen-Coburg und Gotha sowie Franz Schwede zu Ehrenbürgern ernannt worden. Diese Ehrungen wurden im Februar 1946 auf einstimmigen Beschluss des Coburger Stadtrates wieder aberkannt. Eine Missbilligung gegen die 1917 an Paul von Hindenburg verliehene Ehrenbürgerwürde erfolgte durch den Stadtrat im Jahr 2021.
Hinweis: Die Auflistung erfolgt chronologisch nach Datum der Zuerkennung.

## Die Ehrenbürger der Stadt Coburg
- 1851: Vinzenz Fischer-Birnbaum, Architekt
- 1851: Karl Gustav Zeissig, Hofgärtner
- 1853: Ernst Ludwig Trompheller, Pädagoge
- 1854: Ludwig August Riedinger, Finanzrat
- 1861: Ferdinand Freiherr von Rast, Industrieller
- 1866: Herrmann Julius Meyer, Verleger
- 1866: Friedrich Hofmann, Schriftsteller
- 1874: Philipp Schwarzenberg, Industrieller
- 1874: Camillo Freiherr von Seebach, Staatsminister
- 1879: Emil von Pawel-Rammingen, Staatsrat
- 1880: Eduard Müller, Bildhauer
- 1880: Gustav Müller, Maler
- 1883: Hermann Rose, Staatsminister
- 1884: Karl-Konrad Kraiß, Finanzrat
- 1884: Friedrich Forkel, Stadtverordneter
- 1887: Johann F. Emil von Müller, Superintendent
- 1889: Eduard Hülbig, Privatier
- 1895: Otto von Bismarck, Reichskanzler
- 1897: Rudolf Muther, Oberbürgermeister
- 1917: Paul von Hindenburg, Generalfeldmarschall, missbilligt mit Stadtratsbeschluss vom 29. April 2021[1]
- 1924: Gustav Hirschfeld, Oberbürgermeister
- 1932: Adolf Hitler, NSDAP-Parteivorsitzender, aberkannt mit einstimmigem Stadtratsbeschluss vom 20. Februar 1946
- 1933: Franz Ritter von Epp, Reichsstatthalter, aberkannt mit einstimmigem Stadtratsbeschluss vom 20. Februar 1946
- 1933: Carl Eduard, Herzog von Sachsen-Coburg und Gotha, aberkannt mit einstimmigen Stadtratsbeschluss vom 20. Februar 1946
- 1939: Franz Schwede, NSDAP-Gauleiter, aberkannt mit einstimmigem Stadtratsbeschluss vom 20. Februar 1946
- 1941: Ferdinand I. von Bulgarien, Ex-Zar
- 1970: Walter Langer, Oberbürgermeister
- 2002: Carl Kaeser, Unternehmer
- 2005: Simeon Sakskoburggotski (auch: Simon von Sachsen-Coburg-Gotha), Ministerpräsident Bulgariens
- 2015: Otto Waldrich, Unternehmer
- 2019: Norbert Kastner, Oberbürgermeister
- 2023: Andreas Prinz von Sachsen-Coburg und Gotha, Oberhaupt des Hauses Sachsen-Coburg und Gotha[2]
- 2023: Heinrich Bedford-Strohm, Theologe[2]